# Université pour femmes Keisen
L'université Keisen (恵泉女学園大学, Keisen jogakuen daigaku) est une université privée pour femmes située à Tama à Tokyo (Japon), construite en 1988. L'université est liée à l'école Keisen pour les jeunes femmes, fondée en 1929 par Kawai Michi (en), secrétaire national de la Young Women's Christian Association.

## Anciens diplômés et enseignants
- Kawai Michi (en), fondatrice ;
- Sachiko Kokubu (en), actrice, ancienne élève ;
- Sasagu Arai (en), professeur de théologie ;
- Satoshi Fujita (en), professeur d'horticulture et présentateur régulier de NHK.